# 樹状細胞

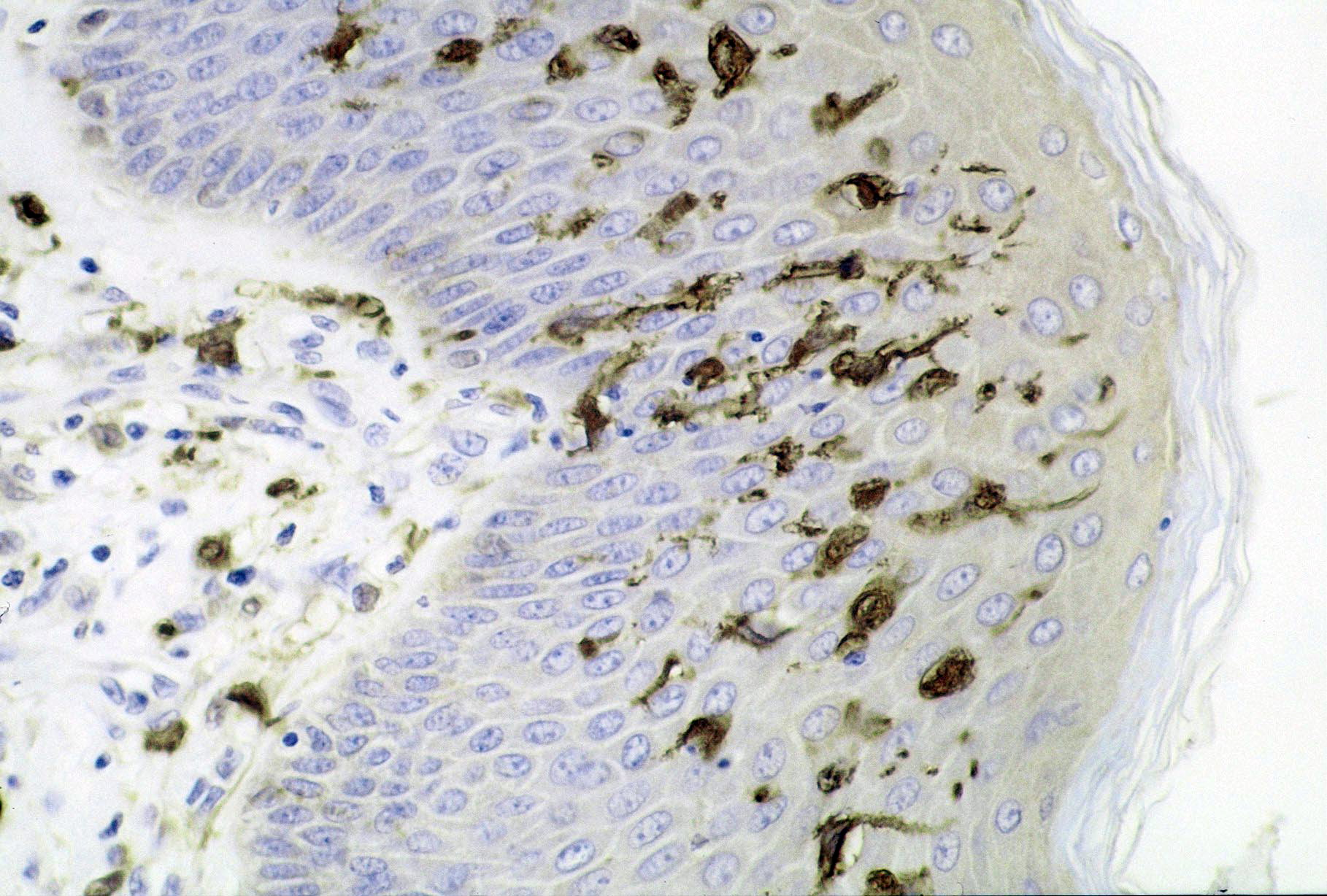
皮膚の中の樹状細胞

樹状細胞（じゅじょうさいぼう、英: Dendritic cell）は、抗原提示細胞として機能する免疫細胞の一種であり、哺乳類の免疫系の一部を担っている。
皮膚組織をはじめとして、外界に触れる鼻腔や肺、胃、腸管に存在し、その名のとおり周囲に突起を伸ばしている。表皮の樹状細胞はランゲルハンス細胞と呼ばれる。
抗原提示細胞は自分が取り込んだ抗原を、他の免疫系の細胞に伝える役割を持つ。抗原を取り込むと樹状細胞は活性化され、リンパ節や脾臓などの二次リンパ器官に移動する。リンパ器官では取り込んだ抗原に特異的なT細胞を活性化する。この活性化は非常に効率的であり、T細胞の活性化において、樹状細胞はマクロファージよりも優れている。
初期の樹状細胞は抗原を取り込む能力（貪食作用）を持った末梢組織の状態であり、未熟樹状細胞と呼ばれる。
その後、リンパ節に移動し、B7分子を発現してT細胞を活性化する能力を獲得するとともに抗原を取り込む能力を失った樹状細胞を成熟樹状細胞と呼ぶ。
また、マクロファージが一般に持っているFcレセプター、およびC3bに対するレセプターについて、一般に未熟樹状細胞はFcレセプターを持っているが、しかし成熟樹状細胞はFcレセプター、およびC3bに対するレセプターを持っていないとされる。

また、リンパ節に入ると樹状細胞はケモカイン CCL18 を分泌してT細胞を誘引するとともに、接着分子 DC-SIGN によりT細胞と強く結合するようになる。この状態における成熟樹状細胞は、その形態から相互連結細網細胞 (interdigitating reticular cell) とも呼ばれる。
樹状細胞は発現している表面抗原分子 (CD, cluster of differentiation) によってさまざまなサブセットに分類される。

## 発見
1973年、カナダの免疫学者・細胞生物学者ラルフ・スタインマン(1943-2011)は、マクロファージとは異なる大型星状細胞（中枢神経系のグリア細胞の一つアストロサイトとは別）を発見し、樹状細胞と命名した。この功績により、スタインマンは、2011年ノーベル生理学・医学賞を受賞した。

## 樹状細胞の分類
- 骨髄系樹状細胞（myeloid dendritic cell）
- 形質細胞様樹状細胞（plasmacytoid dendritic cell)
- ランゲルハンス細胞（Langerhans cell）
- 指状嵌入細胞（interdigitating cell）
- ヴェール細胞（veiled cell）
- 真皮内樹状細胞（dermal dendritic cell）